# Failures for Gods
Failures for Gods è il terzo album in studio della band death metal statunitense Immolation, pubblicato nel 1999 dalla Metal Blade Records.

## Tracce
1. Once Ordained – 5:22
2. No Jesus, No Beast – 4:43
3. Failures For Gods – 6:26
4. Unsaved – 4:36
5. God Made Filth – 3:58
6. Stench of High Heaven – 4:24
7. Your Angel Died – 5:26
8. The Devil I Know – 5:24

## Formazione
- Ross Dolan – voce, basso
- Robert Vigna – chitarra
- Thomas Wilkinson – chitarra
- Alex Hernandez – batteria